# Principiul Aufbau

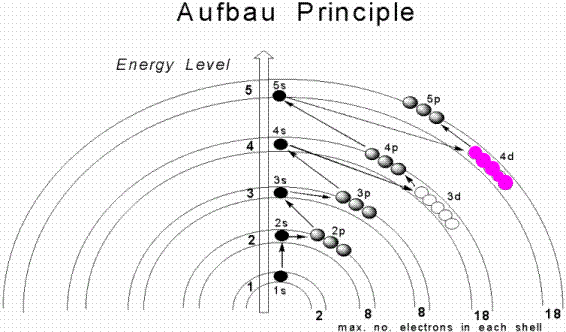
Ocuparea cu electroni a straturilor și substraturilor unui atom conform principiului Aufbau

Principiul Aufbau este o regulă utilizată în chimie care spune că în starea fundamentală a unui atom sau ion, ocuparea orbitalilor atomici cu electroni se face începând cu nivelele energetice cele mai slabe în energie, iar aceasta se continuă spre nivelele mai bogate în energie doar după ocuparea celor inferioare (de exemplu, nivelul 1s este mereu ocupat înaintea 2s). În acest fel, electronii unui atom sau ion vor forma cea mai stabilă configurație electronică posibilă. Principiul este derivat din principiul de excluziune al lui Pauli.
Denumirea Aufbau provine din germană Aufbauen „a construi”, și face referire la modul în care acesta descrie „construirea” configurației electronice a atomului sau a ionului respectiv.

## Formulare

Stările energetice trasate cu săgeată roșie prezintă aceeași valoare a. Direcția săgeții indică ordinare în care are loc ocuparea orbitalilor cu electroni.

În cazul atomilor neutri, regula generală de ocupare a substraturilor cu electroni este n + ℓ, sau regula Madelung. În acest caz n este numărul cuantic principal iar ℓ este numărul cuantic secundar; valorile ℓ = 0, 1, 2, 3 corespund blocurilor s, p, d și respectiv f. Ordinea în care are loc ocuparea conform regulii este 1s, 2s, 2p, 3s, 3p, 4s, 3d, 4p, 5s, 4d, 5p, 6s, 4f, 5d, 6p, 7s, 5f, 6d, 7p, 8s, ... De exemplu, titanul (Z = 22) prezintă configurația în stare fundamentală 1s2 2s2 2p6 3s2 3p6 4s2 3d2.

### Excepția în cazul metalelor tranziționale
În cazul unor metale tranziționale (crom, cupru, niobiu, molibden, ruteniu, rodiu, paladiu, argint, platină și aur), substratul de valență d preia un electron (în cazul paladiului doi electroni) din substratul de valență s, astfel că măsurările experimentale sunt diferite de ceea ce prevede regula lui Madelung. Atomii acceptă această configurație excepțională deoarece astfel se află într-o stare energetică mai joasă.
| Atom                     | 24Cr   | 29Cu    | 41Nb   | 42Mo   | 44Ru   | 45Rh   | 46Pd   | 47Ag    | 78Pt       | 79Au        |
| ------------------------ | ------ | ------- | ------ | ------ | ------ | ------ | ------ | ------- | ---------- | ----------- |
| Configurația gazului rar | [Ar]   | [Ar]    | [Kr]   | [Kr]   | [Kr]   | [Kr]   | [Kr]   | [Kr]    | [Xe]       | [Xe]        |
| Configurația - Madelung  | 3d44s2 | 3d94s2  | 4d35s2 | 4d45s2 | 4d65s2 | 4d75s2 | 4d85s2 | 4d95s2  | 4f145d86s2 | 4f145d96s2  |
| Configurația - empirică  | 3d54s1 | 3d104s1 | 4d45s1 | 4d55s1 | 4d75s1 | 4d85s1 | 4d10   | 4d105s1 | 4f145d96s1 | 4f145d106s1 |

### Excepția în cazul lantanidelor și actinidelor
În cazul unor lantanide și actinide (lantan, ceriu, gadoliniu, actiniu, toriu, protactiniu, uraniu, neptuniu, curiu și lawrenciu), substratul de valență d preia un electron (în cazul toriului doi electroni) din substratul de valență f, astfel că măsurările experimentale sunt diferite de ceea ce prevede regula lui Madelung. Atomii acceptă această configurație excepțională deoarece astfel se află într-o stare energetică mai joasă. Un caz special este lawrenciul (103Lr), unde electronul 6d este înlocuit de un electron 7p: regula Madelung prezice configurația [Rn]5f146d17s2, iar cea măsurată empiric este [Rn]5f147s27p1.
| Atom                     | 57La   | 58Ce      | 64Gd      | 89Ac   | 90Th   | 91Pa      | 92U       | 93Np      | 96Cm      | 103Lr      |
| ------------------------ | ------ | --------- | --------- | ------ | ------ | --------- | --------- | --------- | --------- | ---------- |
| Configurația gazului rar | [Xe]   | [Xe]      | [Xe]      | [Rn]   | [Rn]   | [Rn]      | [Rn]      | [Rn]      | [Rn]      | [Rn]       |
| Configurația - Madelung  | 4f16s2 | 4f26s2    | 4f86s2    | 5f17s2 | 5f27s2 | 5f37s2    | 5f47s2    | 5f57s2    | 5f87s2    | 5f146d17s2 |
| Configurația - empirică  | 5d16s2 | 4f15d16s2 | 4f75d16s2 | 6d17s2 | 6d27s2 | 5f26d17s2 | 5f36d17s2 | 5f46d17s2 | 5f76d17s2 | 5f147s27p1 |